# أتسوتا جينغو

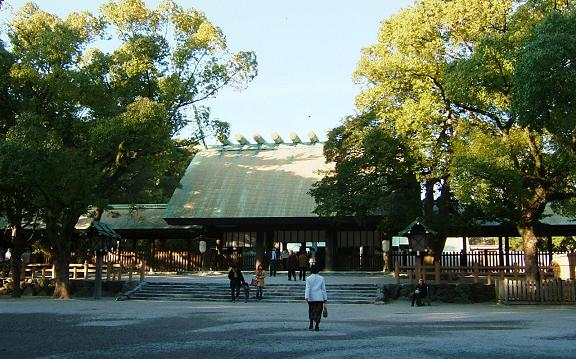
هايدين (المزار الرئيسي) في أتسوتا جينغو.

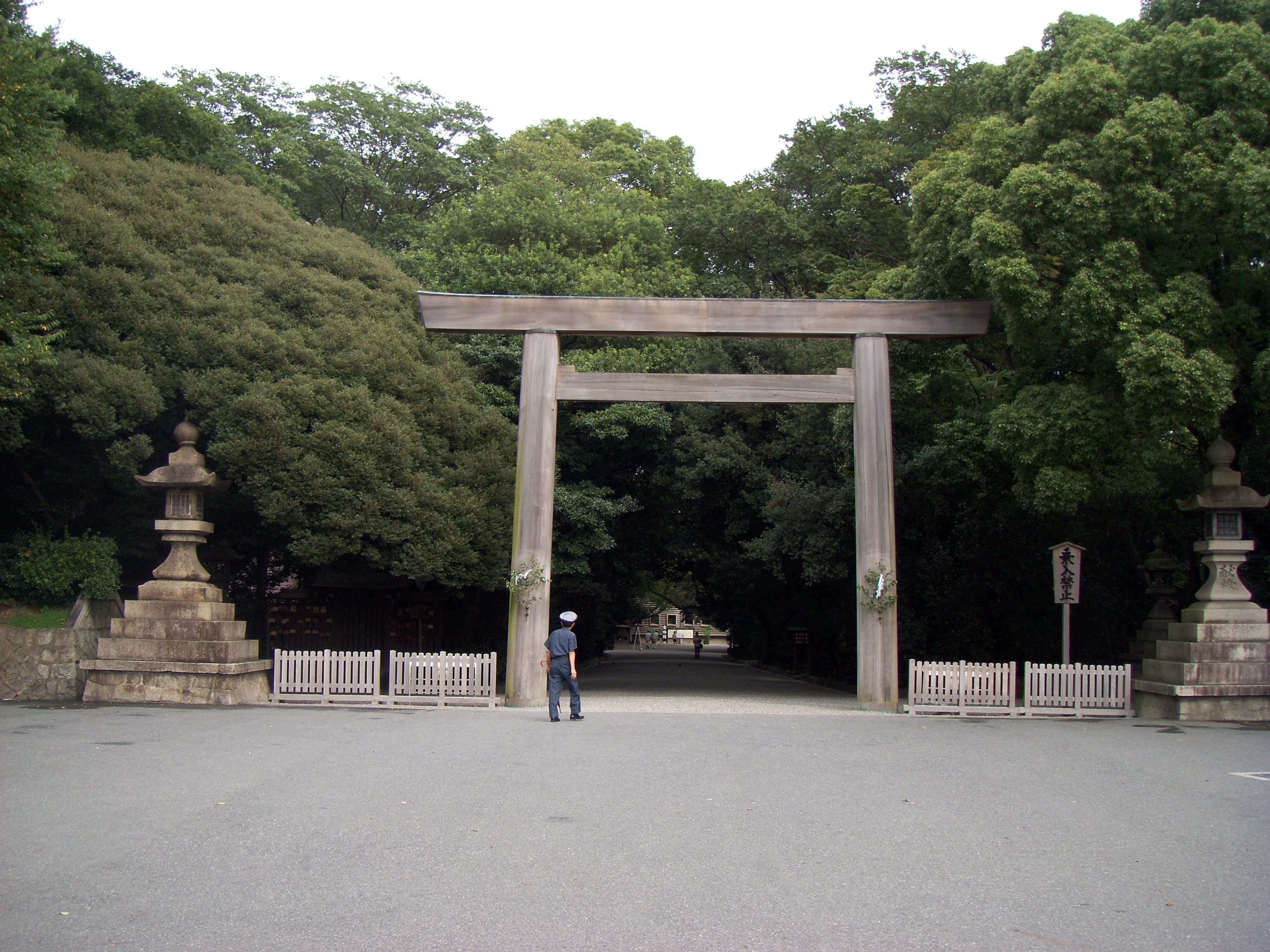
توري أتسوتا جينغو.

ضريح أتسوتا (باليابانية: 熱田神宮 أتسوتا جينغو) هو جينجا يعتقد بأنه تأسس خلال فترة حكم الإمبراطور كيكو (71-130) يقع في حي أتسوتا-كو، مدينة ناغويا، محافظة آيتشي، اليابان. يعرف الضريح بشكل شعبي باسم أتسوتا ساما (المحترم أتسوتا) أو ميا (المزار). يعتبر ضريح أتسوتا من أعلى مراتب الأضرحة في اليابان بالتوازي مع ضريح إيسه.

## تاريخ
يذكر كوجيكي بأن ضريح أتسوتا أسس كمنزل لإله كوساناغي-نو-تسوروغي 草薙剣 (يسمى أيضا أمانوموراكومو-نو-تسوروغي 天叢雲剣) والذي يعد أحد ثلاث رموز للقوة للإمبراطور في أساطير اليابان.
قام على بناء وصيانة أبنية الضريح على طول التاريخ أبرز القادة مثل أودا نوبوناغا، وتويوتومي هيديوشي ومن ثم شوغونية توكوغاوا. أثناء الحرب العالمية الثانية دمرت الكثير من أجزاء الضريح وثم تم إعادة بناء المزار الرئيسي مع حلول عام 1955، واستمرت عملية إعادة البناء وتجهيز الضريح في ما يلي ذلك.

## اعتقاد الشنتو
ضريح أتسوتا مخصص حسب معتقدات الشنتو لتقديس السيف المقدس المرتبط بعدد من الآلة هم أماتيراسو، سوسانو، ياماتو تاكيرو، مياسوهيمه وتاكه-إينادانه، حيث يعتقد بأن السيف كوساناغي نو تسوروفي مخبأ في الضريح منذ القدم وحتى اليوم.

## وصلات خارجية
- الموقع الرسمي لضريح أتسوتا باللغة اليابانية